# Kojey Radical
Kojey Radical, pseudonimo di Kwadwo Adu Genfi Amponsah (Londra, 4 gennaio 1993), è un cantante e rapper britannico di origini ghanesi.

## Biografia
Kojey Radical è salito alla ribalta col primo album in studio Reason to Smile, accolto commercialmente e dalla critica specializzata; posizionatosi all'11º posto della Official Albums Chart, è stato candidato per il MOBO Award all'album dell'anno. L'LP, il cui successo è stato sufficiente da fruttargli la nomination per il BRIT Award al miglior nuovo artista, è stato promosso da una tournée iniziata nell'aprile 2022. In precedenza, l'album era stato candidato per il premio Mercury. La traccia Payback, invece, ha finito per contendersi un Ivor Novello Award.

## Discografia

### Album in studio
- 2022 – Reason to Smile

### EP
- 2014 – Dear Daisy: Opium
- 2016 – 23Winters
- 2017 – In Gods Body
- 2019 – Cashmere Tears

### Singoli
- 2015 – Youth/Growing Up (con Saz)
- 2015 – Open Hand
- 2016 – Gallons (feat. PW)
- 2017 – After Winter
- 2017 – 700 Pennies (feat. Shaé Universe)
- 2018 – If Only
- 2018 – Soak It Up (con MJ Cole)
- 2018 – Water (con Mahalia e Swindle)
- 2018 – 97': Pure
- 2018 – Coming Home (con Swindle)
- 2019 – 25 (feat. KZ)
- 2019 – Ground Control (con Collard)
- 2019 – Can't Go Back
- 2019 – 2020
- 2020 – Snakes (con Mick Jenkins)
- 2020 – Proud of You
- 2020 – Same Boat (feat. Mereba)
- 2020 – Good
- 2021 – 2FS/Woohaa
- 2022 – Move Rework (con Kae Tempest)
- 2022 - Take Time (con Blue Lab Beats e Daley)
- 2023 – May (con Jgrrey)
- 2023 – Losing (con Benjamin A.D)
- 2023 – The Long Way (con Blanco)
- 2023 – Bad for Business (con i Major League DJz e Magicsticks)
- 2024 – Hocus Pocus (con The Silhouettes Project e Manik MC)
- 2024 – Ego Slide (con Tobi)